# Fine Arts Quartet

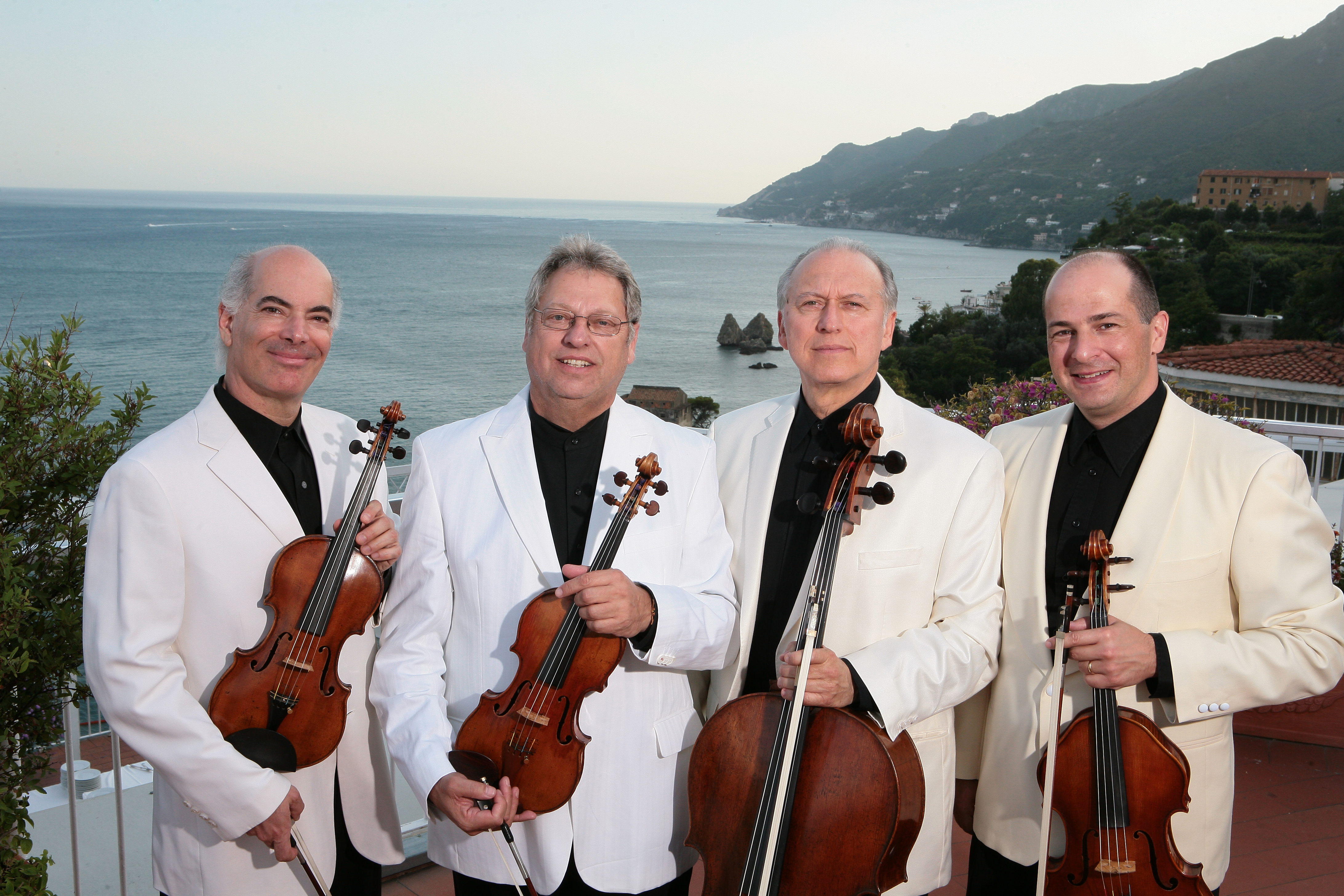
Le Fine Arts Quartet en juillet 2009 : Ralph Evans, Efim Boico, Wolfgang Laufer, Nicolò Eugelmi.

Le Fine Arts Quartet est un quatuor à cordes américain fondé en 1946. De 1946 à 1954, il dépend de l'American Broadcasting Company de Chicago. Il fait partie des meilleurs quatuors américains avec le quatuor Juilliard, le quatuor Guarneri, le quatuor de Cleveland, le quatuor de Tokyo et le quatuor Vermeer, avec un répertoire essentiellement concentré sur  la période classique et romantique et une immense discographie.

## Membres

### Premier violon
- Leonard Sorkin (1946-1982)
- Ralph Evans (depuis 1982)

### Deuxième violon
- Joseph Stepansky (1946-1954)
- Abram Loft (1954-1979)
- Laurence Shapiro (1979-1983)
- Efim Boico (1983-)

### Alto
- Shepad Lehnhoff (1946-1952), Irving ILmer (1952-1963), Gerald Stanik (1963-1968)
- Bernard Zaslav (1968-1980)
- Jerry Horner (1980-2000)
- Michael Strauss (2000-2001)
- Yuri Gandelsman (2001-2008)
- Chauncey Patterson (2008-2009)
- Nicolò Eugelmi (2009-2013)
- Juan-Miguel Hernandez (2014-2018)
- Gil Sharon (2018-)

### Violoncelle
- George Sopkin (1946-1979)
- Wolfgang Laufer (1979-2011)
- Robert Cohen (2012-2018)
- Niklas Schmidt (2018-)

## Source
- Alain Pâris, Dictionnaire des interprètes coll. Bouquins/Laffont 1989 p.1048
- http://fineartsquartet.com/history/